# Фонтан Йо Зифферта
Фонтан Йо Зифферта в швейцарском городе Фрибур — яркое произведение корифея кинетического искусства Жана Тенгели, один из трёх фонтанов мастера, наряду с Фонтаном Стравинского в Париже и Фонтаном карнавала в Базеле.
Жан Тенгели установил этот фонтан в городе, где он родился, в память другого выходца из Фрибура и своего друга автогонщика Формулы-1 Йо Зифферта. Он предложил мемориал вскоре после гибели Зифферта, но только через десять лет — в 1982 году — городские власти одобрили идею и предоставили место для сооружения.
Чёрная металлическая конструкция высотой 4,5 метра установлена в центре большого круглого бассейна. Поразительное нагромождение кусков и обломков механизмов акцентировано двумя огромными колесами типа тележного и типа велосипедного, как олицетворение автогонок. Периодически фантастическая машина выпускает в разные стороны струи воды, оживляя мёртвый металл энергичной игрой света и брызгов.
Жан Тенгели рассказывал, что первоначально подобную конструкцию меньшего масштаба он хотел инкорпорировать в парижский фонтан, однако впоследствии развил идею в отдельное произведение.